# Syn za syna
Syn za syna je první díl druhé řady fantasy dramatického televizního seriálu Rod draka od HBO. Napsal ho Ryan Condal a režíroval Alan Taylor, poprvé byl odvysílán 16. června 2024.
Děj přímo navazuje na konec finále první série a zobrazuje následky smrti druhého syna Rhaenyry Luceryse a jeho draka Arraxe nedaleko rodového sídla Baratheonů zvaného Bouřlivý konec. Rhaenyra najde Arraxovy ostatky a poté oznámí svou pomstu Aemondovi. V reakci na to Daemon, Rhaenyřin strýc a manžel v jedné osobě pověří v Králově přístavišti dva vrahy, aby Aemonda zabili. Zabijáci však nejsou schopni Aemonda najít a místo toho se rozhodnou zabít syna a dědice Krále Aegona II. Jaehaeryse. Název odkazuje na Daemona, který přísahal pomstu Aemondovi za Lucerysovu vraždu.
"Syn za syna" představil několik nových členů hereckého obsazení, včetně Kierana Bewa jako Hugha Hammera, Abubakara Salima jako Alyna z Hullu a Toma Taylora jako Cregana Starka. Ve Spojených státech dosáhla epizoda během premiérového večera sledovanosti 7,8 milionu diváků. Od kritiků se dočkala velmi pozitivních recenzí, přičemž chvála směřovala ke scénáři, vývoji postav, přípravě na nadcházející válku, lepšímu tempu a osvětlení ve srovnání s první sérií a výkonům herců, zejména Emmy D'Arcy a Olivie Cooke.

## Děj
Na Zdi navštíví Jacaerys Cregana Starka, aby ho požádal o věrnost Rhaenyře. Po dlouhém přesvědčování Jacaerys nakonec získá Creganův souhlas s tím, aby jí svěřil dva tisíce mužů. Jejich setkání přeruší přílet havrana, který Jacaerysovi přinese zprávu o smrti jeho bratra Luceryse.
Na Dračím kameni požaduje Daemon, aby ho Rhaenys doprovodila do Králova přístaviště a zabila Aemonda a Vhagar, aby pomstili Luceryse. Rhaenys odmítá a trvá na tom, aby Rhaenyra mohla nejprve truchlit za svého syna. Rhaenyra odlétá na pobřeží u Bouřlivého konce. Prochází se po břehu a nachází ostatky Lucerysova draka Arraxe.
V Náplavomarce se Corlys setkává s Alynem, mužem který mu zachránil život během smrtícího ztroskotání lodi na Kamenoschodech. Corlys Alynovi poděkuje a prohlásí, že je jeho dlužníkem.
Na hradbách Rudé bašty v Králově přístavišti jsou připraveni vojáci v plné zbroji na případný útok Rhaenyry. Aegon shání svého šestiletého syna Jaehaeryse v jeho společné komnatě s matkou a sestrou, tam je však jen jeho sestra Jaehaera a matka Helaena, která říká, že je na lekci v knihovně. V následující scéně se Alicent vyspí se serem Cristonem, než spolu zamíří na schůzi malé rady. Na schůzi nakonec přichází i král Aegon se svým synem a dědicem Jaehaerysem, který během schůze otravuje sera Tylanda. Rada projednává válečnou taktiku v očekávání Rhaenyřiny reakce na Aemondovy činy. Po konci schůze si s Aegonem mezi čtyřma očima promluví Larys a nenápadně mu navrhne, aby ho Aegon jmenoval svým novým pobočníkem krále jako náhradu za Otu, který byl pobočníkem jeho předchůdce krále Viseryse celá léta.
Mysaria připlouvá na Dračí kámen jako černý pasažér a je obviněna ze spolčení s Hightowery. Daemon nařídí strážím zadržet ji v žaláři a nazve ji zrádkyní koruny. Později na zasedání černé rady Rhaenyra rozkáže zabít Aemonda. Jacaerys se vrací na Dračí kámen a přináší zprávu, že Sever slíbil 2000 vojáků pro armádu jeho matky Rhaenyry. Později, v reakci na Rhaenyřino přání, Daemon nabídne Mysarii svobodu výměnou za to, že mu pomůže naverbovat dva vrahy v Králově přístavišti.
Daemon se vplíží do Králova přístaviště a podplatí strážce Městské hlídky přezdívaného „Krev“, který pohrdá Hightowery. Krev zavede Daemona ke krysaři přezdívanému „Sýr“, který se vyzná v tunelech a chodbách Rudé bašty. Daemon podplatí i krysaře, aby spolu s Krvem zabili Aemonda a oni souhlasí. Ale Sýr se ptá co mají dělat, když Aemonda nenajdou, v tom scéna končí. Po vstupu do Rudé bašty se jim skutečně nepodaří Aemonda najít. Nakonec se Sýr setkává s Helaenou v její komnatě se svými dvěma dětmi, Jaehaerysem a Jaehaerou. Krev je najde také. Při diskusi o tom, zda mají Jaehaeryse zabít, se jeden z nich zmíní, že Daemon řekl: „syn za syna“. Helaena, zatímco je paralyzovaná strachem, odpoví Sýrovi na otázku, které z jejích dětí je chlapec. Hned poté, co ukáže na Jaehaeryse ho podříznou. Na to Helaena popadne Jaehaeru a uteče s ní do komnaty své matky Alicent, kde spolu Alicent a Criston zrovna mají sex. Tam si Helaena šokovaná smrtí svého syna sedne na zem řekne co se stalo. 

## Produkce

### Scénář
"Syn za syna" napsali showrunner a výkonný producent. Scénář epizody se stal již pátým který pro tento seriál napsal Ryan Condal po dílech „Potomci draka“, „Nezvedený princ“, „Druhý svého jména“ a „Černá královna“
Název epizody odkazuje na to, že Daemon přísahal pomstu svému synovci a nevlastnímu švagrovi Aemondovi za vraždu svého nevlastního syna Lucerys.

### Natáčení

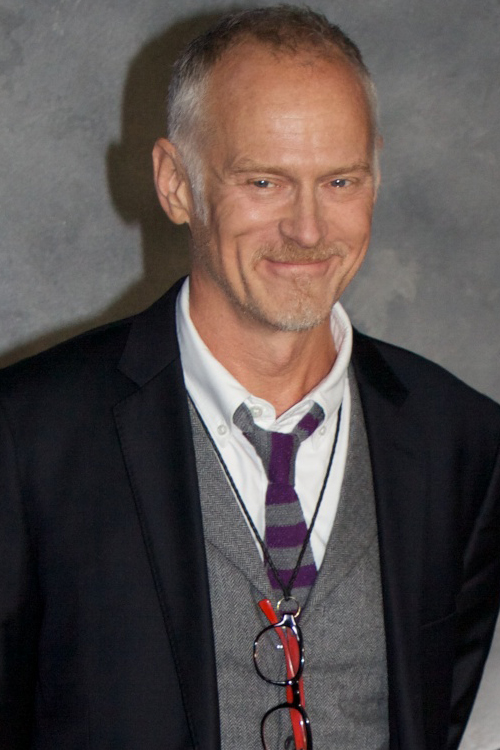
Alan Taylor se vrátil jako režisér série.

Hlavní natáčení druhého dílu začalo v dubnu 2023 v Warner Bros. Studios, Leavesden v Anglii, a skončila v září 2023. Jako místo natáčení sloužil mimo jiné žulový lom Trefor ve Walesu, kde se natáčel Dragonstone.
Epizodu režíroval Alan Taylor, který se k druhé sérii seriálu připojil jako výkonný producent. Jedná se o jeho návrat do série Hra o trůny a jeho osmý režijní počin v této sérii. Předtím režíroval epizody Hra o trůny "Baelor", "Oheň a krev", "Sever vzpomíná", "Noční země", "Kníže Zimohradu", "Valar Morghulis" a "Za Zdí".

### Obsazení
V epizodě hrají Matt Smith, Emma D'Arcy, Olivia Cooke, Rhys Ifans, Steve Toussaint, Eve Best, Fabien Frankel, Matthew Needham, Sonoya Mizuno, Tom Glynn-Carney, Ewan Mitchell, Phia Saban, Harry Collett, Bethany Antonia, Phoebe Campbell, Jefferson Hall, Kurt Egyiawan, Kieran Bew, Abubakar Salim a Tom Taylor. Poprvé se zde objevuje Bew jako Hugh Hammer, Salim jako Alyn z Hullu a Taylor jako lord Cregan Stark. Egyiawan v první sérii ztvárnil stálou postavu velmistra Orwyla a v druhé sérii byl povýšen do hlavního obsazení.
Obsazení Salima bylo oznámeno v dubnu 2023. Mezitím bylo v prosinci 2023 oznámeno obsazení Bew a Taylora.

### Úvodní titulková sekvence
Epizoda představuje novou sekvenci úvodních titulků, přičemž zachovává původní znělku "Game of Thrones Theme". Sekvence zobrazuje minulé události v rodině Targaryenů, přičemž Entertainment Weekly ji popisuje jako "gobelín ve stylu Bayeux, který se sám splétá dohromady." Condal vysvětlil, že původním plánem bylo, aby sekvence působila podobně jako v původním seriálu, kde se geografie s každou epizodou neustále mění. Měl však pocit, že "příběh o pokrevních liniích a rodu, který jsme v té sezóně vyprávěli - 20 let času v první sezóně - byl ukončen, protože nyní je rod Targaryenů tak nějak stanoven. Neměli jsme už moc kam jít." Rozhodl se proto natočit novou sekvenci, která má znázornit, že "tohle je živá historie a my ji chceme zobrazit vizuálně a dát fanouškům nové věci, které mohou rozebrat a ponořit se do nich."

## Ohlasy

### Hodnocení
Ve Spojených státech sledovalo seriál "Syn pro syna" celkem 7,8 milionu diváků, což zahrnovalo lineární diváky během premiérového večera 16. června 2024, a to jak na HBO, tak na Max. To byl 22% pokles oproti první premiérové sezóně, kterou sledovalo 10 milionů diváků. Zatímco jen na HBO jej během prvního vysílání sledovalo odhadem 1,3 milionu diváků.

### Kritický ohlas

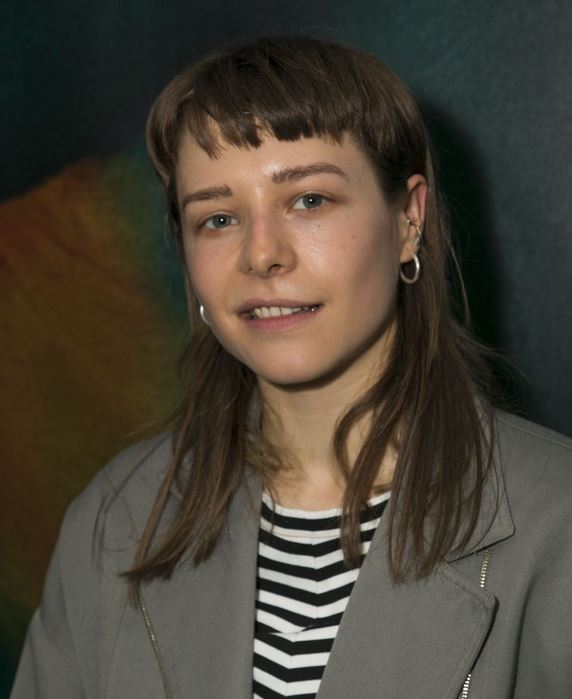
Emma D´Arcy její výkon v této epizodě kritika velmi chválila

Epizoda se setkala s velmi pozitivními kritikami. Na agregátoru recenzí Rotten Tomatoes si na základě 19 recenzí drží schvalovací hodnocení 100 % s průměrným hodnocením 7,5/10.
Alec Bojalad z Den of Geek a Haley Whitmire White z TV Fanatic dali perfektních 5 hvězdiček z 5. Louis Chilton z The Independent a Amanda Whiting z Vulture ohodnotili 4 hvězdičkami z 5, zatímco James Hunt z Screen Rant mu dal 3,5 hvězdičky z 5. Bojalad ji popsal jako "svalnatý návrat", a Hunt epizodu pochválil za efektivní přípravu nadcházející války. Helen O'Hara z IGN ji ohodnotil 7 body z 10 a poznamenal: "Můžeme se na [epizodu] dívat jako na účinný základ, ale nepopiratelně jí chybí vzrušení, které tato série dokáže nabídnout v nejlepších chvílích." Stejně tak Katie Doll z CBR a Carly Lane z Collider daly filmu 7 bodů z 10. Doll napsal: "Díky dynamickým hereckým výkonům a chytrému psaní je Dům draka na začátku 2. sezóny nabitý událostmi, i když zasévání semínek války může být občas fuška." Lane se vyjádřil, že epizoda "působí spíše jako prolog k mnohem větším událostem než jako první kapitola." Kayleigh Drayová z The A.V. Club ohodnotila epizodu známkou B a označila ji za "docela hvězdnou premiéru sezóny". Erik Kain z časopisu Forbes se k tomuto názoru připojil a označil ji za "brilantní premiéru sezóny". Josh Rosenberg z časopisu Esquire poznamenal: "Už teď se zdá, že 2. série Domu na draka je pro seriál obrovským krokem vpřed. Tempo je mnohem lepší, vedlejší postavy jsou stejně přesvědčivé jako hlavní a je jasné, že se schyluje k válce." 
Kritika chválila výkony herců, zejména D'Arcyho, Cooke, Saban, Glynn-Carney, a Collett. Ohledně D'Arcyho napsal Hunt ze Screen Rant : "V první sezóně odvedli samozřejmě vynikající práci, ale v premiéře druhé sezóny ji posunuli na jinou úroveň. Zármutek Rhaenyry je hmatatelný, její bolest se tak jasně vryla do každého vlákna výkonu D'Arcy." Collider'Lane označil jejich výkon za "kouzelný" a pochválil jejich řeč těla při ztvárnění truchlící matky, přestože v epizodě pronesli pouze čtyři slova. Hunt také vyzdvihl nuancovanější výkon Olivie Cooke, zatímco Lane poznamenal, že Cooke "nadále nabízí hloubku a rozměr Alicent, která se cítí rozpolcená mezi střetávajícími se loajalitami."
Mezi konkrétní scény, které kritici vyzdvihovali, patřila návštěva Jacerys na Zimohradě a představení Cregana Starka, ačkoli někteří měli pocit, že scéna byla příliš krátká, stejně jako zabití Jaehaeryse; kritici ocenili snížení násilí v této scéně oproti knižní předloze. Hunt ji však považoval za nedotaženou ve srovnání s knihou a poznamenal, že zakončila jinak solidní premiéru poněkud zklamáním. Kritici navíc chválili vývoj postav Alicenta, Daemona, Aemonda, a Aegona, stejně jako lepší osvětlení, které bylo v první sérii kritiky i fanoušky kritizováno za přílišnou tmavost.

## Recenze
BOROVÝ, Jiří. Rod Draka - Syn za syna (S02E01). kritiky.cz [online]. 2024-06-21. Dostupné online.